# Kornat
Kornat je najveći otok u otočju Kornati u Jadranskom moru. Otok je dug 25,2 km, a širok je do 2,5 km.